# Годованная, Ольга Евгеньевна
Ольга Евгеньевна Годованная (укр. О́льга  Євгенівна  Годована; род. 8 августа 1991 года) — украинская пловчиха в ластах.

## Карьера
Её тренером является мать — Марина Александровна Годованная.
Чемпион мира. Многократный призёр чемпионатов мира.
Трёхкратный чемпион Европы. Многократный призёр чемпионатов Европы.
Обладатель действующего рекорда мира среди девушек на дистанции 1500 метров.